# Салмон, Натаниэл
Натаниэль Салмон (22 марта 1675 — 2 апреля 1742) — английский священник, врач, фольклорист, историк и антиквар, занимавшийся изучением римских древностей на юго-востоке Англии.

## Биография
Натаниэль Салмон родился в семье музыковеда Томаса Салмона-старшего в Бердфордшире, в колледже Корпус-Кристи получил богословское образование, в 1699 году был рукоположён в сан священника, но в 1702 году отказался присягнуть королеве Анне, предпочтя сохранить верность Якову II, поэтому оставил свой приход и стал, получив ранее медицинские навыки, врачом, отклонив предложение стать священником в Суффолке.
За свою жизнь много путешествовал по Англии, собирая местный фольклор и изучая разными способами её древнюю историю, результатом чего стало множество написанных им сочинений; кроме того, он собрал и издал множество старинных рукописей. Его работы не могут считаться достоверными историческими источниками, однако представляют определённый интерес для науки. Главные труды: «Survey of the Roman stations in England» (1726), «History of Hertfordshire» (1728), «Lives of the English bishops» (1733), «The antiquities of Surrey» (1736), «The history and antiquities of Essex» (1740).
Его младший брат, Томас Салмон-младший (1679—1767), также был историком и путешествовал по странам Европы. Написал, как и брат, целый ряд работ, важнейшие из которых: «Modern history of present state of all nations», «The state of universities» (1744), «History of England», «General description of England».